# Fódla
 (signalé en juin 2025).
Si vous disposez d'ouvrages ou d'articles de référence ou si vous connaissez des sites web de qualité traitant du thème abordé ici, merci de compléter l'article en donnant les références utiles à sa vérifiabilité et en les liant à la section « Notes et références ».
- Archive Wikiwix
- Bing
- Cairn
- DuckDuckGo
- E. Universalis
- Gallica
- Google
- G. Books
- G. News
- G. Scholar
- Persée
- Qwant
- (zh) Baidu
- (ru) Yandex
- (wd) trouver des œuvres sur Wikidata

Fódla, dans la mythologie celtique irlandaise, est une reine des Tuatha Dé Danann.

## Mythologie
Elle est la fille de Ernmas et de Delbáeth, avec ses sœurs Banba et Ériu, elle forme une triade, véritable personnification de l’Irlande. Elle est l’épouse de Mac Cecht, fils de Cermait, petit-fils du Dagda. Lorsque les Milesiens débarquent en provenance d’Espagne, chacune des trois sœurs leur demande de donner leur nom à l’île ; c’est Ériu qui est choisi, mais les noms de Fódla et Banba sont utilisés comme allégorie.
Elle est parfois assimilée à Morrigan.